# Kris Millegan
Kris Millegan es un escritor, investigador y editor estadounidense, cuyo padre se encontraba en la Oficina de Servicios Estratégicos (OSS), el Servicio de Inteligencia Militar (G2), y más tarde fue a la CIA, pasando a Jefe de División, Jefe de Análisis de Inteligencia para Asia Oriental. Su padre le dijo a Kris acerca de algunas cosas que no entendía en los últimos años 60. Estas revelaciones llevaron a más de treinta años de investigación en los temas de la CIA- acerca de las drogas, operaciones clandestinas, teoría de la conspiración y las sociedades secretas.
La casa editorial de Kris, TrineDay trajo al clásico de Antony Sutton, America’s Secret Establishment — An Introduction to the Order of Skull & Bones a un público más amplio, publicando además el libro Expendable Elite, del teniente coronel Dan Marvin, un cuento acerca de un comandante de las fuerzas especiales y sus enredos con la CIA.  
La entrega más reciente de TrineDay fue Fleshing Out Skull & Bones que fue bien recibido por la crítica siendo llamado "enciclopédico" y la "piedra angular de los libros sobre Skull & Bones". TrineDay también tiene el libro Ambushed — Secrets of the Bush Family, the Stolen Presidency, 9-11 and 2004, saliendo en abril de 2004 y cuatro más libros en obras.
Kris produjo dos Simposios acerca de la relación CIA-Drogas  en 2000, que reunió a los principales investigadores, los denunciantes, los autores y académicos en el campo - con muchas nuevas revelaciones y entendimientos en desarrollo de los cónclaves.  Kris también es cantautora con varias canciones de entrega Nacional Kris vive en una comunidad rural fuera de Eugene, Oregón.